# Don Juan

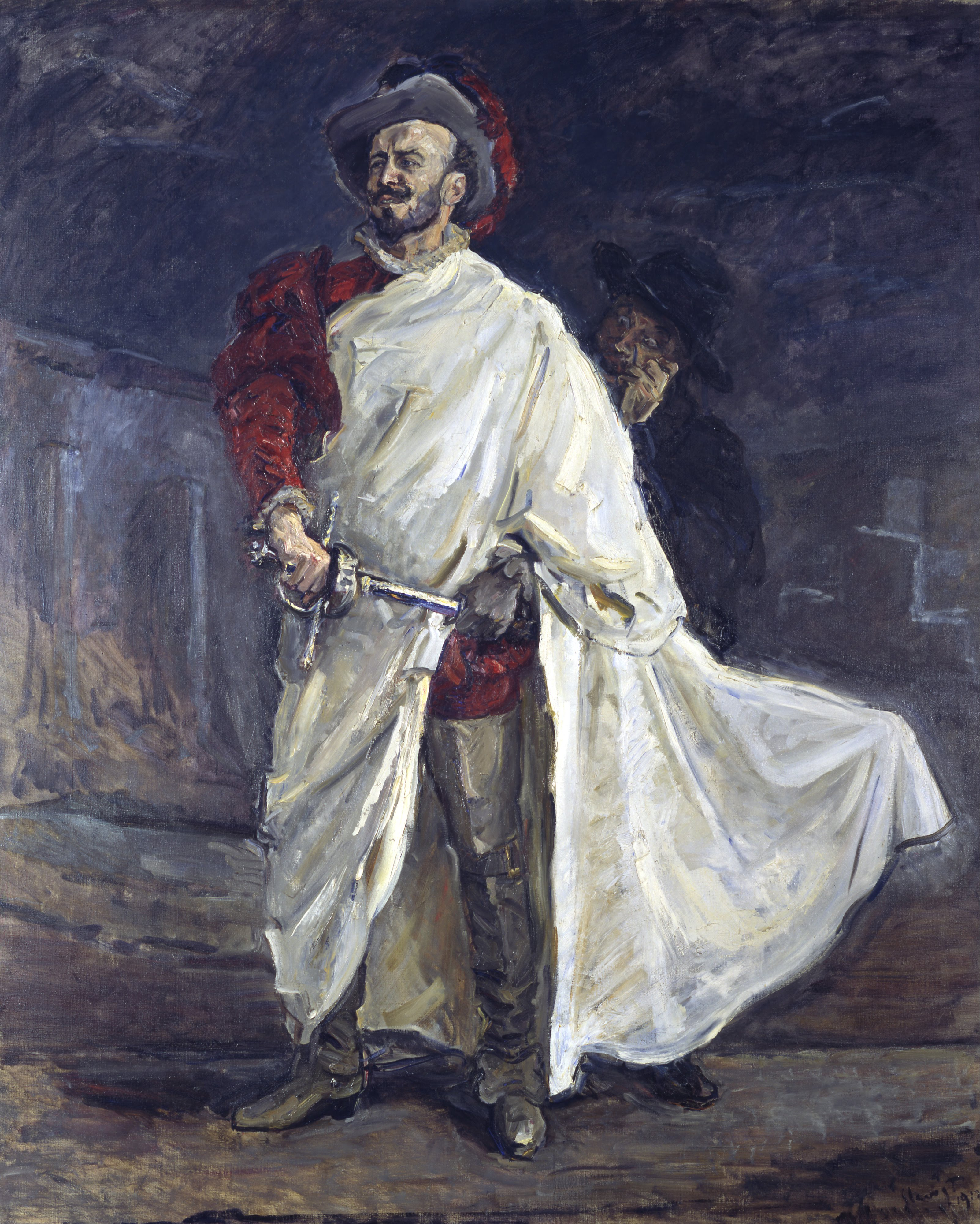
Don Juan na ópera Don Giovanni de Mozart, uma pintura de Max Slevogt

Don Juan, também conhecido como Don Giovanni (italiano), é um lendário libertino espanhol fictício que dedica sua vida a seduzir mulheres.
A versão original da história de Don Juan aparece na peça de 1630 El burlador de Sevilla o El convidado de piedra de Tirso de Molina. A peça inclui a maioria dos elementos encontrados e posteriormente adaptados em obras subsequentes, incluindo o cenário (Sevilha), os personagens (Don Juan, seu servo, seu interesse amoroso e seu pai, a quem ele mata), temas moralistas (honra, violência e sedução, vício e retribuição) e o final dramático em que Don Juan janta com e é arrastado para o inferno pela estátua de pedra do pai que ele havia matado anteriormente. A peça de Tirso de Molina foi posteriormente adaptada em inúmeras peças e poemas, dos quais os mais famosos incluem uma peça de 1665, Dom Juan, de Molière; uma ópera de 1787, Don Giovanni, com música de Mozart e um libreto de Lorenzo Da Ponte adaptando em grande parte a peça de Tirso de Molina; um poema satírico e épico, Don Juan, de Lorde Byron; e Don Juan Tenorio, uma peça romântica de José Zorrilla.
Por extensão linguística, a partir do nome do personagem, "Don Juan" tornou-se uma expressão genérica para um mulherengo e, decorrente disso, o dom-juanismo é um descritor psiquiátrico não clínico.

## Sinopse
Houve muitas versões da história de Don Juan, mas o enredo básico permanece o mesmo: Don Juan é um rico libertino andaluz que dedica sua vida a seduzir mulheres. Ele se orgulha de sua habilidade de seduzir mulheres de todas as idades e posições sociais, e frequentemente se disfarça e assume outras identidades para seduzi-las. O aforismo que Don Juan segue é: "Tan largo me lo fiáis" (traduzido como "Que longo prazo você está me dando!"). Esta é a sua maneira de indicar que ele é jovem e que a morte ainda está distante - ele acha que tem bastante tempo para se arrepender mais tarde de seus pecados.
Sua vida também é pontuada por violência e jogos de azar, e na maioria das versões ele mata um homem: Don Gonzalo (o Commendatore), o pai de Doña Ana, uma garota que ele seduziu. Este assassinato leva à famosa cena da "Última Ceia", onde Don Juan convida uma estátua de Don Gonzalo para jantar. Há diferentes versões do desfecho: em algumas versões, Don Juan morre, tendo a salvação negada por Deus; em outras, ele vai voluntariamente para o Inferno, tendo se recusado a se arrepender; em algumas versões, Don Juan pede e recebe o perdão divino.

## Versão escrita mais antiga
A primeira versão escrita da história de Don Juan foi uma peça, El burlador de Sevilla y convidado de piedra (O Malandro de Sevilha e o Hóspede de Pedra), publicado na Espanha por volta de 1630 por Tirso de Molina (pseudônimo de Gabriel Téllez).
Na versão de Tirso de Molina, Don Juan é retratado como um homem mau que seduz mulheres graças à sua capacidade de manipular a linguagem e disfarçar sua aparência. Este é um atributo demoníaco, já que o diabo é conhecido por mudar de forma ou assumir a forma de outras pessoas. De fato, a peça de Tirso tem uma clara intenção moralizante. Tirso sentia que os jovens estavam jogando suas vidas fora, porque acreditavam que, desde que fizessem um Ato de Contrição antes de morrer, receberiam automaticamente o perdão de Deus por todos os erros que haviam cometido e entrariam no céu. A peça de Tirso argumenta, em contraste, que há uma penalidade para o pecado e que existem até pecados imperdoáveis. O próprio diabo, que é identificado com Don Juan como um metamorfo e um "homem sem nome", não pode escapar da punição eterna por seus pecados imperdoáveis. Como em uma dança macabra medieval, a morte nos torna todos iguais, pois todos devemos enfrentar o julgamento eterno. A perspectiva teológica de Tirso de Molina é bastante aparente através do terrível final da sua peça.
Outro aspecto da peça de Tirso é a importância cultural da honra na Espanha da idade de ouro. Isso se concentrava particularmente no comportamento sexual das mulheres, pois se uma mulher não permanecesse casta até o casamento, a honra de toda a sua família seria desvalorizada.

## Versões posteriores
A peça original foi escrita durante o Século de Ouro Espanhol, de acordo com suas crenças e ideais. Mas, com o passar do tempo, a história foi traduzida para outras línguas e adaptada para se adaptar às mudanças culturais.
A ópera Don Giovanni de Mozart foi chamada de "a ópera de todas as óperas". Apresentada pela primeira vez em Praga em 1787, inspirou obras de E. T. A. Hoffmann, Alexander Pushkin, Søren Kierkegaard, George Bernard Shaw e Albert Camus. O crítico Charles Rosen analisa o apelo da ópera de Mozart em termos do "poder físico sedutor" de uma música ligada à libertinagem, ao fervor político e ao romantismo incipiente. Depois de assistir a uma apresentação da ópera de Mozart, Pushkin escreveu uma história em forma de peça, não destinada ao palco, "O Hóspede de Pedra" (Каменный гость) na série "Pequenas Tragédias" (1830). Alexander Dargomyzhsky compôs uma ópera usando o texto exato de Pushkin para o libreto (inacabado após a morte do compositor em 1869, concluído por César Cui em 1872).
Don Juans Ende, uma peça derivada de uma releitura inacabada de 1844 do conto pelo poeta Nikolaus Lenau, inspirouo poema sinfônico orquestral Don Juan, de Richard Strauss. Esta peça estreou em 11 de novembro de 1889, em Weimar, Alemanha, onde Strauss serviu como kapellmeister da Corte e regeu a orquestra da Ópera de Weimar. Na versão da história de Lenau, a promiscuidade de Don Juan surge de sua determinação em encontrar a mulher ideal. Desesperado para encontrá-la, ele finalmente se rende à melancolia e deseja sua própria morte.
Em 1951, o escritor brasileiro Guilherme Figueiredo escreveu uma peça intitulada Don Juan.
Em 1952, o escritor espanhol Jacinto Benavente publicou a sua peça Hallegado Don Juan.
O escritor espanhol Gonzalo Torrente Ballester contou sua versão da lenda no romance Don Juan de 1963.